# Taiheiyō Ferry
Taiheiyō Ferry (太平洋フェリー, Taiheiyō ferī) est une compagnie de navigation maritime japonaise exploitant des car-ferries entre les îles d'Honshū et d'Hokkaidō. Fondée en 1982 par le groupe Meitetsu, elle succède à l'ancienne compagnie Taiheiyō Enkai Ferry (太平洋沿海フェリー, Taiheiyō enkai ferī), créée en 1970 et liquidée en raison d'importantes difficultés financières consécutives aux deux chocs pétroliers.

## Histoire

### Origines
En 1970, la Chambre de commerce et d'industrie de Nagoya s'associe avec l'homme d'affaires Motoo Tsuchikawa, président de la société ferroviaire Nagoya Railroad pour la mise en place d'un service de transport maritime entre les principales îles du Japon avec la création de la compagnie Taiheiyō Enkai Ferry. Les activités de la nouvelle société débutent le 1er octobre 1972 avec la mise en service du car-ferry Arkas entre Nagoya et Ōita sur l'île de Kyūshū. La ligne entre Nagoya, Sendai et Tomakomai (Hokkaidō) n'est ouverte que le 1er avril 1973 en raison de retards dans l'adaptation des infrastructures portuaires de Sendai. Entre 1973 et 1975, la flotte s'accroît avec la construction de nouvelles unités. Sur la ligne d'Hokkaidō sont mis en service l‘Albireo en 1973 puis l‘Ishikari et le Daisetsu, plus imposants, en 1974 et 1975. La compagnie met également en service deux navires plus petits entre Nagoya et Kyūshū, l‘Alnasl et l‘Argo, en 1973.
Au même moment, survient le premier choc pétrolier de 1973 dont les conséquences frappent de plein fouet Taiheiyō Enkai Ferry qui doit se séparer d'un de ses navires pour compenser ses pertes. Ainsi, l‘Alnasl est vendu en 1975, réduisant le nombre de traversées vers le sud de l'archipel. La compagnie tente cependant d'amortir le coup en proposant à partir du mois de mai une escale à Nachikatsuura. Le deuxième choc pétrolier de 1979 mettra cependant un terme définitif à la ligne qui sera fermée l'année suivante, conduisant à la vente de l‘Argo.
Le choc pétrolier de 1979 a également des répercussions sur les autres activités de la compagnie qui peine à assumer les coûts du combustible, Après la fermeture de la ligne de Kyūshū en 1980, l'exploitation de celle entre Nagoya, Sendai et Hokkaidō menace d'être clôturée à son tour. Le 8 avril 1982, la compagnie ferroviaire Nagoya Railroad investit dans la création d'une nouvelle société afin de succéder à Taiheiyō Enkai Ferry. C'est ainsi qu'est créée Taiheiyō Ferry qui récupère les actifs de la société qui est quant à elle dissoute.

### 1982-2000
Tout juste fondée, Taiheiyō Ferry hérite donc de l'exploitation de la ligne Nagoya - Sendai - Tomakomai ainsi que des navires Arkas, Albireo Ishikari et Daisetsu. Ce dernier quittera cependant la flotte en 1985, trois navires étant suffisants pour assurer le service.
Au milieu des années 1980, Taiheiyō Ferry se lance dans un important programme de renouvellement de sa flotte afin de remplacer successivement ses trois navires. Taiheiyō Ferry fait ainsi construire son premier navire aux chantiers Mitsubishi Heavy Industries, le Kiso, mis en service en 1987 en remplacement de l‘Arkas qui est retiré de la flotte puis vendu.

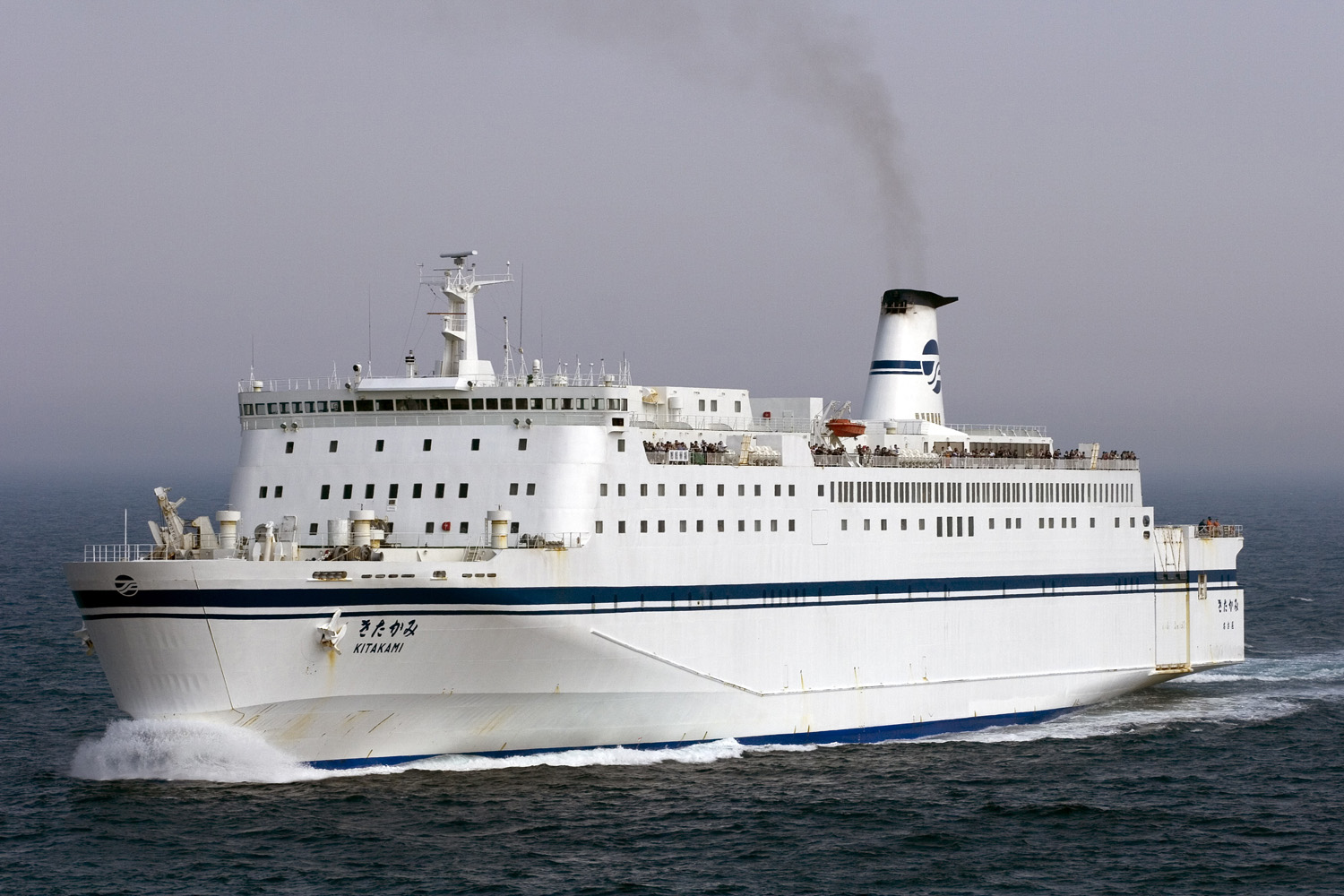
Le Kitakami, mis en service en 1989.

Le renouvellement se poursuit en 1989 avec l'arrivée du Kitakami qui se substitue à l‘Albireo.

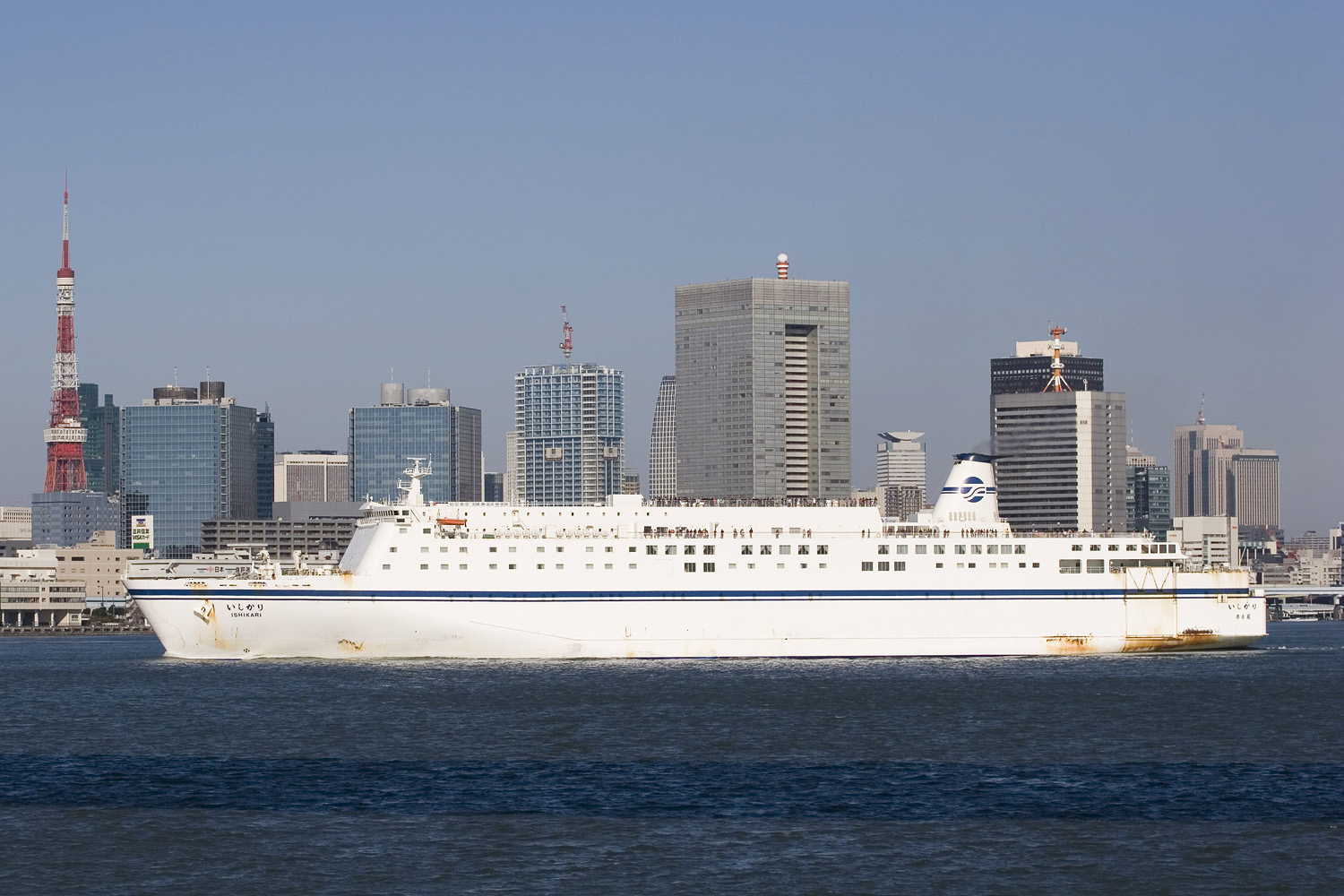
L‘Ishikari (deuxième du nom), mis en service en 1991.

L'année 1991 voit la mise en service du nouvel Ishikari, dernier navire de la deuxième génération, remplaçant l'ancien navire du même nom.
Tout au long des années 1990, la nouvelle flotte rencontre un certain succès, pérennisant ainsi la ligne Nagoya - Sendai - Tomakomai.

### Depuis 2000
Au début des années 2000, en raison du développement de la ligne Nagoya - Sendai - Tomakomai, Taiheiyō Ferry commence à envisager le remplacement progressif des unités en service par des navires plus imposants mais surtout plus modernes.

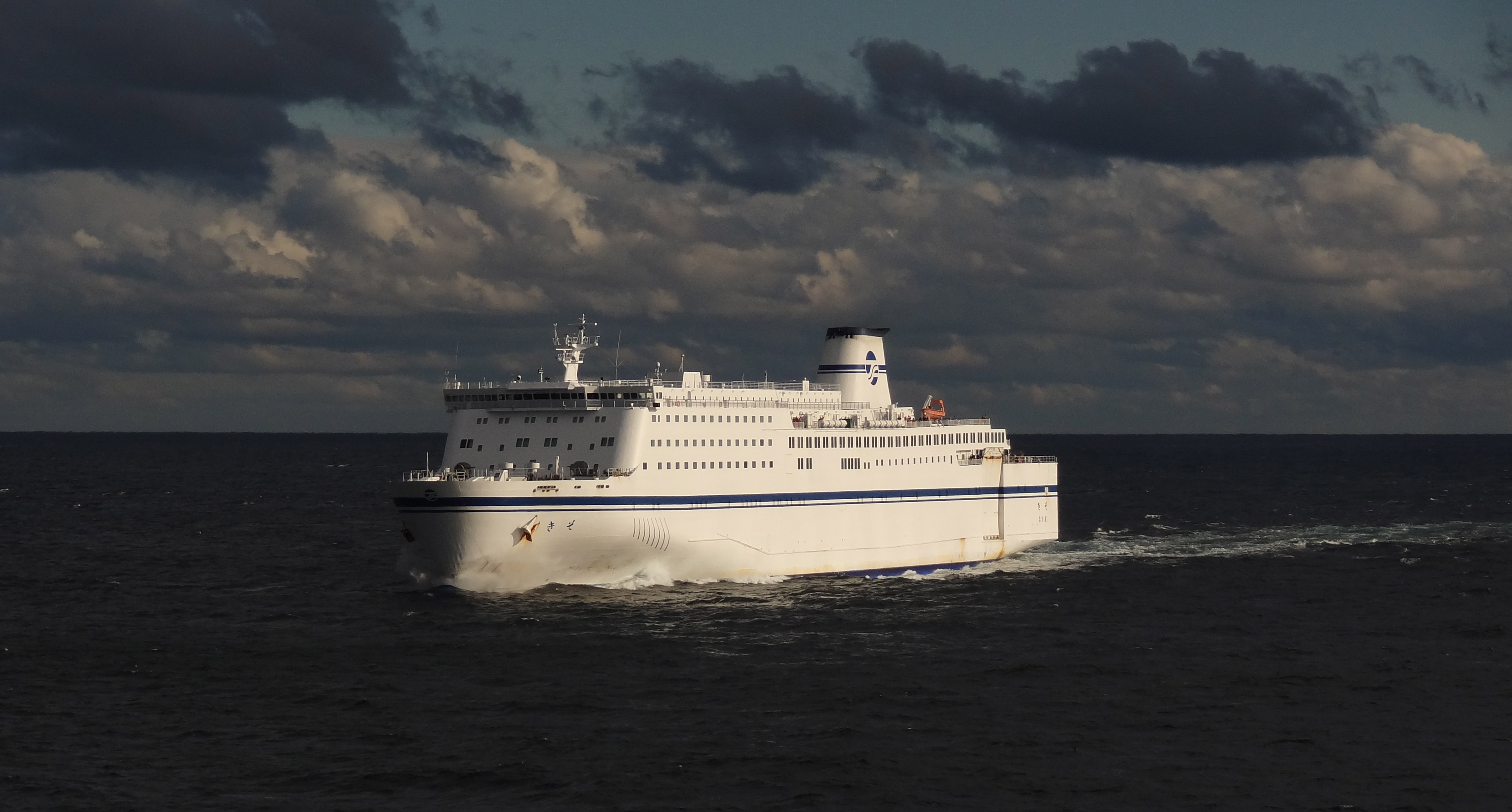
Le Kiso (deuxième du nom), mis en service en 2005.

Le pas est emboîté dès 2005 avec la mise en service du nouveau Kiso qui supplante son homonyme. 
Le Kitakami bénéficie quant à lui d'une refonte de ses aménagements intérieurs. Bien qu'ancien, il convient encore parfaitement à sa ligne entre Sendai et Tomakomai.

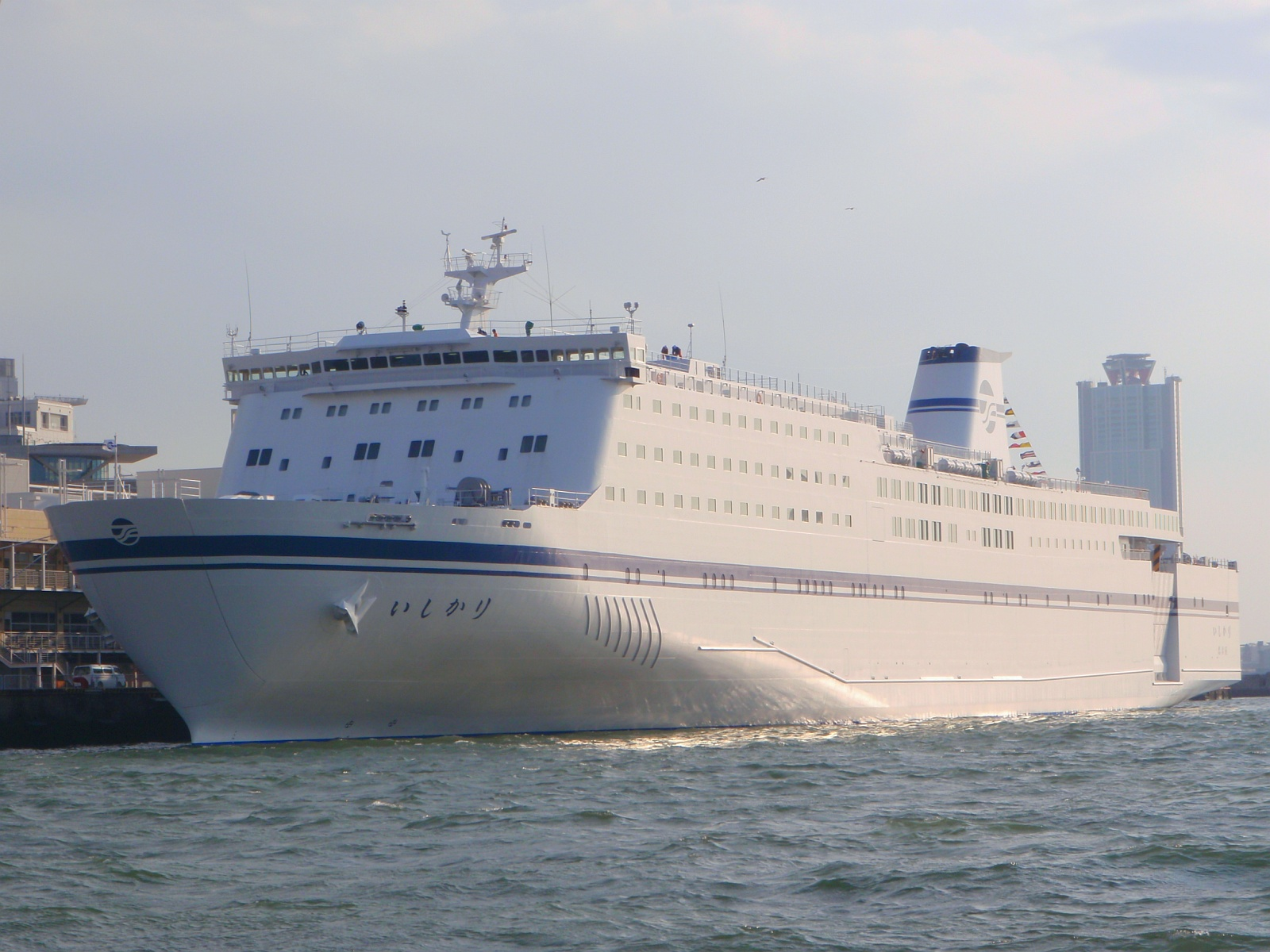
L‘Ishikari (troisième du nom), mis en service en 2011.

Lors du séisme et du tsunami de mars 2011, les infrastructures du port de Sendai sont ravagées, conduisant à la suspension de la ligne jusqu'au 6 mai. Une autre conséquence est le report de la mise en service du nouvel Ishikari destiné à remplacer son homonyme le 13 mars, mais qui débutera finalement ses rotations le 25.
En 2015, un nouveau séisme, moins puissant que le précédent, entraîne la fermeture temporaire du port de Sendai par mesure de sécurité.
En janvier 2019, l'ancien Kitakami est supplanté par son successeur du même nom entre Sendai et Tomakomai.

## Flotte

### Flotte actuelle
Depuis 2019, la flotte de Taiheiyō Ferry est composée de trois navires.
| Navire   | Pavillon | Type  | Construction | Entrée en flotte | Tonnage    | Longueur | Largeur | Capacité  | Capacité  | Capacité  | Vitesse  | Statut     |
| Navire   | Pavillon | Type  | Construction | Entrée en flotte | Tonnage    | Longueur | Largeur | Passagers | Véhicules | Remorques | Vitesse  | Statut     |
| -------- | -------- | ----- | ------------ | ---------------- | ---------- | -------- | ------- | --------- | --------- | --------- | -------- | ---------- |
| Ishikari |          | Ferry | 2011         | 2011             | 15 762 UMS | 199,90 m | 27 m    | 777       | 100       | 189       | 26 nœuds | En service |
| Kiso     |          | Ferry | 2005         | 2005             | 15 795 UMS | 199,90 m | 27 m    | 768       | 111       | 174       | 26 nœuds | En service |
| Kitakami |          | Ferry | 2019         | 2019             | 13 694 UMS | 192,50 m | 27 m    | 535       | 146       | 166       | 25 nœuds | En service |

### Anciens navires
| Navire   | Pavillon | Type  | Construction | Période   | Tonnage    | Longueur | Largeur | Passagers | Véhicules | Vitesse    | Statut |
| -------- | -------- | ----- | ------------ | --------- | ---------- | -------- | ------- | --------- | --------- | ---------- | --- |
| Alnasl   |          | Ferry | 1973         | 1973-1975 | 6 934 UMS  | 132 m    | 22,70 m | 695       | 100       | 22,5 nœuds | A terminé sa carrière aux Philippines sous le nom de San Lorenzo Ruiz. Démoli en 2008.                       |
| Argo     |          | Ferry | 1973         | 1973-1980 | 6 949 UMS  | 132 m    | 22,70 m | 699       | 94        | 22,5 nœuds | A terminé sa carrière en Grèce sous le nom de Rodos. Démoli en 2006.                                         |
| Daisetsu |          | Ferry | 1975         | 1975-1985 | 12 709 UMS | 188,40 m | 23,98 m | 607       | 100       | 21,5 nœuds | A terminé sa carrière au sein de la compagnie grecque SeaJets sous le nom de Talaton. Démoli en 2018.        |
| Arkas    |          | Ferry | 1972         | 1972-1987 | 9 779 UMS  | 167,20 m | 24 m    | 925       | 75        | 24 nœuds   | A terminé sa carrière au sein d'un armateur turc. Démoli en 2011 sous le nom de Merdif 2.                    |
| Albireo  |          | Ferry | 1973         | 1973-1989 | 9 750 UMS  | 167,20 m | 24 m    | 925       | 75        | 24 nœuds   | A terminé sa carrière au sein d'un armateur turc. Démoli en 2010 sous le nom de Merdif 1.                    |
| Ishikari |          | Ferry | 1974         | 1974-1991 | 12 583 UMS | 188,40 m | 23,98 m | 607       | 100       | 21,5 nœuds | A terminé sa carrière au sein de la compagnie grecque Endeavour Lines sous le nom de Kritos. Démoli en 2011. |
| Kiso     |          | Ferry | 1987         | 1987-2005 | 13 730 UMS | 192 m    | 27 m    | 850       | 110       | 23,9 nœuds | Navigue actuellement pour la compagnie grecque Hellenic Seaways sous le nom de Nissos Rodos.                 |
| Ishikari |          | Ferry | 1991         | 1991-2011 | 14 257 UMS | 192,50 m | 27 m    | 854       | 150       | 21,5 nœuds | Navigue actuellement pour le compte de la compagnie grecque ANEK Lines sous le nom d‘Asterion II.            |
| Kitakami |          | Ferry | 1989         | 1989-2019 | 13 937 UMS | 192,50 m | 27 m    | 842       | 147       | 24 nœuds   | Démoli à Alang en 2019.                                                                                      |

## Lignes
Taiheiyō Ferry opère toute l'année entre les îles d'Honshū et d'Hokkaidō sur la ligne Nagoya - Sendai - Tomakomai à l'aide des car-ferries Ishikari et Kiso qui naviguent en tandem. La traversée dure environ 40 heures. Chaque départ de Nagoya et de Tomakomai a lieu aux alentours de 19h00 et l'arrivée intervient généralement deux jours plus tard dans la matinée. Chaque traversée est ponctuée par une escale d'environ deux heures à Sendai. Le Kitakami navigue quant à lui sur la ligne Sendai - Tomakomai, plus courte que la ligne principale.

### Honshū-Hokkaidō
| Ligne                       | Durée         | Navires                    |
| --------------------------- | ------------- | -------------------------- |
| Nagoya - Sendai - Tomakomai | au moins 40 h | Ishikari et Kiso           |
| Sendai - Tomakomai          | au moins 15 h | Ishikari, Kiso et Kitakami |
| Nagoya - Sendai             | au moins 21 h | Ishikari et Kiso           |